# Antarctothoa discreta
Antarctothoa discreta är en mossdjursart som först beskrevs av Busk 1854.  Antarctothoa discreta ingår i släktet Antarctothoa och familjen Hippothoidae. Inga underarter finns listade i Catalogue of Life.